# Antonio García Reyes
Pour les articles homonymes, voir García.
Antonio García Reyes, né le 15 avril 1817 à Santiago et mort le 16 octobre 1855 à Lima, est un journaliste et homme politique chilien.

## Biographie
Fils d'Antonio García Haro et de Tadea Reyes, il étudie à l'Institut national avant de suivre un cursus de droit à l'université du Chili, dont il est diplômé le 31 août 1840. À 19 ans, en 1836, il écrit un article sur la guerre prochaine contre la Confédération péruvio-bolivienne qui impressionne le ministre Diego Portales ; celui-ci lui confie un poste au ministère des Relations extérieures du Chili, dans le cadre duquel il voyage au Pérou en tant que secrétaire de Mariano Egaña. Après cette expérience au ministère, il obtient son diplôme d'avocat et se consacre à l'histoire et au journalisme, fondant La Gazette des tribunaux (La Gaceta de los tribunales) en 1841.
Également élu député en 1840, il est connu dans la Chambre des députés sous le surnom d'El Ventarrón (« la Tempête ») en raison de ses fougueuses harangues.
En 1846, il publie son mémoire sur La Primera Escuadra Nacional (« Le Premier Escadron national »), primé à l'université du Chili — où il officie en tant que membre de la Faculté d'humanités. En 1843, il fait partie de la commission chargée de rédiger le Code militaire chilien ; en 1850, il est procureur par intérim de la Cour suprême du pays ; et de 1852 à 1853, il participe à la rédaction du Code pénal et à la révision du Code civil.
Le 12 juin 1849, il est nommé ministre des Finances par le président Manuel Bulnes. Durant son mandat, il dote l'hôtel de la Monnaie (es) de nouvelles machines, encourage l'implantation d'immigrants européens à Valdivia, promeut les travaux de l'École normale supérieure et réforme la monnaie.
En 1855, il accepte la charge d'ambassadeur plénipotentiaire aux États-Unis, mais il meurt le 16 octobre à Lima, en plein voyage vers ce pays.
Il laisse deux œuvres incomplètes, un Dictionnaire géographique (Diccionario Geográfico) et une Histoire nationale (Historia Nacional).